# Cap-Vert aux Jeux paralympiques
La participation du Cap-Vert aux Jeux paralympiques débute aux Jeux d'été de 2004 à Athènes en Grèce. 
Depuis sa première apparition, le pays a participé à toutes les éditions des Jeux paralympiques d'été, et à aucune des éditions d'hiver.
Le Cap-Vert obtient sa première et unique médaille aux Jeux paralympiques d'été de 2016. C’est le sprinter Gracelino Barbosa qui obtient la médaille de bronze au 400 m T20 masculin.

## Bilan général

### Résultats par année
Après les Jeux paralympiques de 2020, le Cap-Vert totalise 1 médaille (0 médaille d'or, 0 médaille d'argent et 1 médaille de bronze) en 5 participations aux Jeux paralympiques (5 fois aux jeux d'été et 0 fois aux jeux d'hiver). 
Voici le tableau récapitulatif depuis les Jeux d'été de 2004 :
| Jeux                |              |              |              | Total        | Rang médailles d'or | Rang total des médailles |
| ------------------- | ------------ | ------------ | ------------ | ------------ | ------------------- | ------------------------ |
| 2004 Athènes        | 0            | 0            | 0            | 0            | -                   | -                        |
| 2008 Pékin          | 0            | 0            | 0            | 0            | -                   | -                        |
| 2012 Londres        | 0            | 0            | 0            | 0            | -                   | -                        |
| 2016 Rio de Janeiro | 0            | 0            | 1            | 1            | -                   |                          |
| 2020 Tokyo          | 0            | 0            | 0            | 0            | -                   | -                        |
| 2024 Paris          | Jeux à venir | Jeux à venir | Jeux à venir | Jeux à venir | Jeux à venir        | Jeux à venir             |
| Total               | 0            | 0            | 1            | 1            |                     |                          |

### Résultats par sport
Aux Jeux paralympiques d'été, de 2004 à 2020, l'athlétisme est l'unique sport qui a rapporté une récompense aux sportifs Cap-verdiens. Ci-dessous, le tableau récapitulatif :
| Place | Sport | Sport      | 2004-2020 | 2004-2020 | 2004-2020 | 2004-2020 | Rang pays |
| Place | Sport | Sport      | T         |           |           |           | Rang pays |
| 1     |       | Athlétisme | 0         | 0         | 1         | 1         | 103e      |
| Total | Total | Total      | 0         | 0         | 1         | 1         |           |